# Habrocestoides furcatus
Habrocestoides furcatus är en spindelart som beskrevs av Xie L., Peng X., Kim 1993. Habrocestoides furcatus ingår i släktet Habrocestoides och familjen hoppspindlar. Inga underarter finns listade i Catalogue of Life.